# Vestermarie
Vestermarie ist eine kleine Ortschaft mit 237 Einwohnern (Stand 1. Januar 2025) auf der dänischen Ostseeinsel Bornholm.
Vestermarie liegt etwa neun Kilometer östlich von Rønne und etwa acht Kilometer nordwestlich von Aakirkeby. 
Bornholm hatte im Mittelalter zwei Marienkirchen. Um sie zu unterscheiden, wurde die westliche Kirche Vestermarie Kirke und die östliche Østermarie Kirke genannt. Beide gaben den umliegenden Ortschaften ihre Namen: Vestermarie und Østermarie.
Die Ortschaft liegt im gleichnamigen Kirchspiel Vestermarie (Vestermarie Sogn), das bis 1970 zur Harde Vester Herred im damaligen Bornholms Amt gehörte. Mit der Auflösung der Hardenstruktur wurde das Kirchspiel in die Kommune Aakirkeby aufgenommen, die Kommune wiederum ging nach einem Volksentscheid zum 1. Januar 2003 mit anderen Kommunen in der Regionskommune Bornholm auf. Zwischen 2003 und 2007 war diese kreisfrei, seit dem 1. Januar 2007 gehört sie zur Region Hovedstaden.